# Hochschule für Wirtschaft und Recht

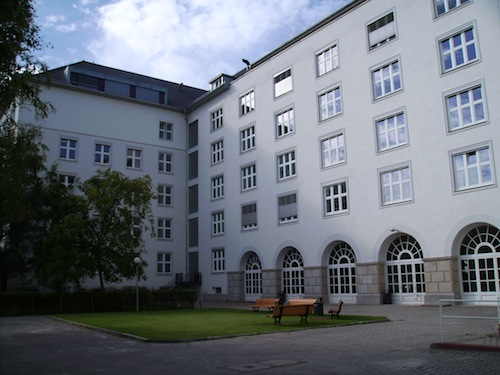
De locatie van de faculteit economie en management van de HWR in Berlijn. Voormalig hoofdgebouw van de Fachhochschule für Wirtschaft.

De Hochschule für Wirtschaft und Recht (HWR) is op 1 april 2009 in Berlijn opgericht. Deze hogeschool is ontstaan uit een fusie tussen de Fachhochschule für Wirtschaft (FHW) en de Fachhochschule für Verwaltung und Rechtspflege Berlin (FHVR). In totaal biedt de HWR vijf verschillende studierichtingen aan te weten; economie, management, engineering, recht en veiligheid.
De HWR beschikt over drie vestigingen, wat momenteel als centrale campus wordt gebruikt was het toenmalige hoofdgebouw van de Fachhochschule für Wirtschaft (FHW) in Schöneberg. Dit gebouw in de Badenschen Straße in Schöneberg was sinds 1971 de thuisbasis van de FHW Berlin. Momenteel bevinden zich de faculteiten economie en management in dit gebouw. Andere locaties van de HWR bevinden zich in Friedrichshain en Friedrichsfelde.